# Wainuia clarki
Wainuia clarki är en snäckart som först beskrevs av Powell 1936.  Wainuia clarki ingår i släktet Wainuia och familjen Rhytididae. Inga underarter finns listade i Catalogue of Life.